# Resomia similis
Resomia similis is een hydroïdpoliep uit de familie Agalmatidae. De poliep komt uit het geslacht Resomia. Resomia similis werd in 1977 voor het eerst wetenschappelijk beschreven door Margulis. 